# Holger Zarges
Holger Zarges est un ancien pilote automobile de courses de côte et sur circuits allemand.

## Palmarès

### Titres
- Champion d'Europe de la montagne de catégorie Grand Tourisme, en 1968 sur Porsche 911T;

### Victoires en montagne
7 victoires de Groupe GT pour 1968:
- Rossfeld
- Trento Bondone
- Cesana Cestrieres
- Schauinsland
- Sierre Montana-Crans
- Gaisberg
- Mont Ventoux

(nb: 2e à Montseny la même année)